# (390) Alma
(390) Alma es un asteroide que forma parte del cinturón de asteroides y fue descubierto el 24 de marzo de 1894 por Guillaume Bigourdan desde el observatorio de París, Francia.

## Designación y nombre
Alma recibió inicialmente la designación de 1894 BC.
Más adelante se nombró posiblemente por el Almá, un río de la península de Crimea.

## Características orbitales
Alma está situado a una distancia media del Sol de 2,652 ua, pudiendo alejarse hasta 3,005 ua. Su excentricidad es 0,1331 y la inclinación orbital 12,17°. Emplea 1577 días en completar una órbita alrededor del Sol.